# Unione Sportiva Tempio 1993-1994
Questa voce raccoglie le informazioni riguardanti  l'Unione Sportiva Tempio nelle competizioni ufficiali della stagione 1993-1994.

## Rosa
| N. |                   | Ruolo | Calciatore             |
| -- | ----------------- | ----- | ---------------------- |
|    | Italia (bandiera) | C     | Mario Branca           |
|    | Italia (bandiera) | A     | Armando Casu           |
|    | Italia (bandiera) | A     | Fortunato Collevecchio |
|    | Italia (bandiera) | P     | Antonello De Giorgi    |
|    | Italia (bandiera) | D     | Massimo Demartis       |
|    | Italia (bandiera) | A     | Roberto Ennas          |
|    | Italia (bandiera) | C     | Francesco Felici       |
|    | Italia (bandiera) | C     | Andrea Ferrari         |
|    | Italia (bandiera) | D     | Francesco Frau         |
|    | Italia (bandiera) | C     | Marco Giulodori        |
|    | Italia (bandiera) | C     | Marcello Melli (II)    |

| N. |                   | Ruolo | Calciatore         |
| -- | ----------------- | ----- | ------------------ |
|    | Italia (bandiera) | D     | Carlo Nativi       |
|    | Italia (bandiera) | A     | Marco Pau          |
|    | Italia (bandiera) | C     | Giovanni Pittalis  |
|    | Italia (bandiera) | C     | Luca Rainieri      |
|    | Italia (bandiera) | D     | Roberto Regina     |
|    | Italia (bandiera) | C     | Nicola Ruggeri     |
|    | Italia (bandiera) | D     | Marco Santoloci    |
|    | Italia (bandiera) |       | Sechi              |
|    | Italia (bandiera) | D     | Alfredo Trovalusci |
|    | Italia (bandiera) | D     | Alessandro Zaccolo |